# Delias hypomelas
Delias hypomelas é uma borboleta da família Pieridae. Foi descrita por Walter Rothschild e Karl Jordan em 1907 e é endémica da Nova Guiné.

## Subespécies
- D. h. hypomelas (Planalto Central, Papua Nova Guiné)
- D. h. conversa Jordan, [1912] (Monte Golias, Irian Jaya; Província Ocidental, Papua Nova Guiné)
- D. h. rubrostriata Joicey & Talbot, 1922 (montanhas de Weyland, Irian Jaya)
- D. h. Rawlinsoni Talbot, 1928 (Montanhas Rawlinson, Papua Nova Guiné)
- D. h. fulgida Roepke, 1955 (sul de Idenburg: centro-norte de Irian Jaya)
- D. h. lieftincki Roepke, 1955 (vale de Ibele, Wamena, Irian Jaya)